# Phare d'Eeragh
Le phare d'Eeragh est un phare situé sur l'un des îlots Brannock Islands, au nord-ouest de l'île d'Inis Mór au large de la baie de Galway dans le Comté de Galway (Irlande). Il est géré par les Commissioners of Irish Lights.

## Histoire
Le phare est une tour ronde de 31 m de haut, avec lanterne et galerie. Le tout est peint en blanc, avec eux bandes noires horizontales. À l'origine ce feu avait été installé sur l'île d'Inishmore en 1818. Les constructions annexes ont été détruites.
Un groupe électrogène a été installé en 1968 pour fournir la puissance domestique pour les gardiens. L'automatisation d'Eeragh a eu lieu en juin 1978. Le générateur éolien est entré en service en mars 1983 et charge la batterie optique principale. La batterie de secours continue à être chargée par le groupe électrogène. Depuis 1996 la lumière a été assurée par une éolienne. En 2006, la lumière a été remplacée par une lampe solaire avec une portée réduite à 18 milles marins. Il émet un flash blanc toutes les 5 secondes.
Le phare d'Eeragh est contrôlé via un lien de télémétrie par un préposé du service à Dun Laoghaire. L'Île Brannock est une île rocheuse et nue, accessible seulement par bateau. Le site est libre d'accès mais l'installation est fermée.